# Wahlenbergia epacridea
Wahlenbergia epacridea är en klockväxtart som beskrevs av Otto Wilhelm Sonder. Wahlenbergia epacridea ingår i släktet Wahlenbergia och familjen klockväxter. Inga underarter finns listade i Catalogue of Life.